# Mesnil-Roc’h
Mesnil-Roc’h ist eine französische Gemeinde mit 4.457 Einwohnern (Stand 1. Januar 2022) im Département Ille-et-Vilaine in der Region Bretagne. Sie gehört zum Arrondissement Saint-Malo und zum Kanton Combourg. 
Sie entstand als Commune nouvelle mit Wirkung vom 1. Januar 2019 durch die Zusammenlegung der bisherigen Gemeinden Saint-Pierre-de-Plesguen, Lanhélin und Tressé, die in der neuen Gemeinde den Status einer Commune déléguée haben. Der Verwaltungssitz befindet sich im Ort Saint-Pierre-de-Plesguen.

## Gliederung
| Ortsteil                                     | ehemaliger INSEE-Code | Fläche (km²) | Einwohnerzahl zum 1. Januar 2022 |
| -------------------------------------------- | --------------------- | ------------ | -------------------------------- |
| Lanhélin                                     | 35147                 | 06,43        | .0955                            |
| Saint-Pierre-de-Plesguen (Verwaltungssitz)00 | 35308                 | 29,49        | 3.072                            |
| Tressé                                       | 35344                 | 05,24        | .0430                            |

## Lage
Die Gemeinde liegt rund zehn Kilometer östlich von Dinan an der zur Autobahn ausgebauten Départementsstraße D 137, die von Rennes nach Saint-Malo führt. An der Grenze zur Nachbargemeinde Plesder entspringt das Flüsschen Coëtquen und entwässert zur Rance. Weiters durchfließen das Gemeindegebiet auch der Tertre Guy und der Meleuc.